# Columbus (Dakota del Nord)
Columbus è un centro abitato (city) degli Stati Uniti d'America, situato nella Contea di Burke nello Stato del Dakota del Nord. Nel censimento del 2000 la popolazione era di 151 abitanti. La città è stata fondata nel 1906.

## Geografia fisica
Secondo i rilevamenti dell'United States Census Bureau, la località di Columbus si estende su una superficie di 0,70 km², tutti occupati da terre.

## Popolazione
Secondo il censimento del 2000, a Columbus vivevano 151 persone, ed erano presenti 44 gruppi familiari. La densità di popolazione era di 211 ab./km². Nel territorio comunale si trovavano 142 unità edificate. Per quanto riguarda la composizione etnica degli abitanti, il 98,68% era bianco, lo 0,66% era afroamericano e lo 0,66% proveniva dall'Asia.
Per quanto riguarda la suddivisione della popolazione in fasce d'età, il 10,6% era al di sotto dei 18, il 2,0 fra i 18 e i 24, il 19,9% fra i 25 e i 44, il 32,5% fra i 45 e i 64, mentre infine il 35,1% era al di sopra dei 65 anni di età. L'età media della popolazione era di 57 anni. Per ogni 100 donne residenti vivevano 101,3 maschi.